# موزه فناوری اشپایر

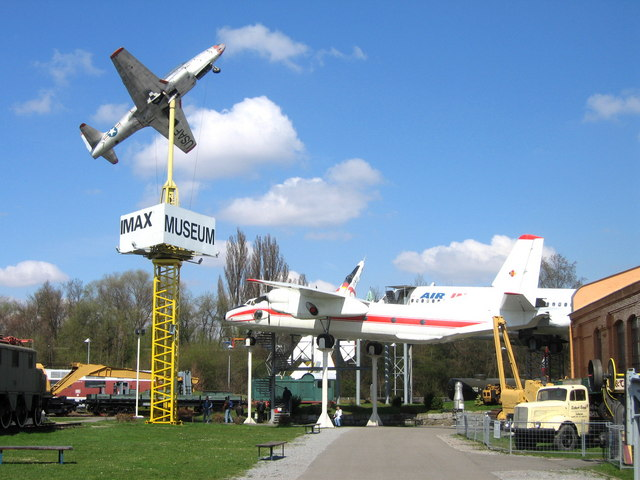
فناوری

موزه فناوری اشپیر یک موزه تکنولوژی در ایالت راینلاندفالتس آلمان در شهر اشپیر می‌باشد.

## تاریخچه
این موزه در سال ۱۳۷۰ شمسی (۱۹۹۱ میلادی) به عنوان خواهر موزه زینسهایم گشایش یافت. این موزه دارای نیم میلیون بازدید کننده در سال می‌باشد.